# Caspian X
Re Caspian, conosciuto per un breve periodo a Telmar e a Narnia con il titolo di Principe Caspian,  è un personaggio della saga di sette libri Le cronache di Narnia di C. S. Lewis. È il figlio ed erede di Caspian IX di Telmar.

## Biografia

### Il principe Caspian
Lewis presenta Caspian come il giovane nipote ed erede del re Miraz di Telmar. A questo punto sono trascorsi 1288 anni dal regno del Sommo Re Peter e dei suoi fratelli, e gli Antichi Narniani non vivono più apertamente a Narnia, essendo stati costretti a nascondersi 305 anni prima dagli antenati di Caspian, i Telmarini. In effetti, la popolazione umana ritiene che le bestie parlanti siano mitiche e le storie su di loro sono proibite nel castello di Miraz. Quando Caspian è un ragazzino (ormai entrambi i suoi genitori sono morti), la sua infermiera gli racconta queste storie, ma quando ne fa menzione in presenza dello zio, Miraz rimprovera Caspian e congeda l'infermiera.
Miraz nomina poi come suo tutore il dottor Cornelius; Cornelius ha sangue non totalmente umano, anche se Miraz non lo sa. Cornelius insegna a Caspian le scienze e la storia prescritte da suo zio, ma gli racconta anche segretamente le vere storie del passato di Narnia.
Cornelius confessa a Caspian che Miraz ha ucciso Caspian IX, il padre di Caspian e il fratello maggiore di Miraz, per prendere il trono per sé. Sebbene Miraz senza figli non si sia mai preoccupato molto del principe Caspian, era stato decretato che il giovane gli succedesse come re pur di non concederlo ad un estraneo.
Quando la moglie di Miraz, Prunaprismia, dà alla luce un figlio, la situazione cambia da un giorno all'altro. Cornelius esorta il tredicenne Caspian a fuggire per salvarsi la vita, poiché Miraz percepirà sicuramente Caspian come il rivale di suo figlio per il trono. Cornelius dona il corno magico della regina Susan al suo diletto, che porterà aiuto a chiunque lo suoni. Caspian fugge e incontra creature che un tempo riteneva mitiche, e gli Antichi Narniani lo accettano come re.
Quando un drappello di Miraz effetta un attacco nella foresta, Caspian suona il corno e i re e le regine dell'antichità - Peter, Susan, Edmund e Lucy - vengono riportati a Narnia. Con l'aiuto di Aslan, sconfiggono Miraz in quella che Lewis chiamò la "Guerra di Liberazione" ripristinando così il vecchio reame. Nonostante la sua stirpe Telmarina, Caspian viene nominato legittimo erede dallo stesso Aslan, poiché è un membro della razza di Adamo proveniente dalla Terra e si è dimostrato pronto al sacrificio di sé per esseri non del suo popolo. 

### Il viaggio del veliero
Nei primi tre anni del suo regno, Re Caspian X ottenne numerose vittorie decisive sui giganti di Ettinsmoor. Caspian, secondo le sue stesse parole, "ha dato una bella sconfitta a quei fastidiosi giganti della frontiera l'estate scorsa che ora ci rendono omaggio".
Il viaggio che dà il titolo al romanzo si svolge esattamente tre anni dopo il Principe Caspian. L'ordine è stato ristabilito a Narnia e Caspian ha costruito la nave ammiraglia "Alba" per solcare iil Grande Mare Orientale alla ricerca dei sette signori Telmarini rimasti fedeli a suo padre e mandati via da Miraz.
Sulla strada per le Isole Solitarie, i marinai scoprono Edmund, Lucy e il loro cugino Eustachio nell'acqua; essi sono stati magicamente trasportati nel mondo di Narnia e aiuteranno Caspian e l'equipaggio della nave a navigare verso est verso la fine del mondo per trovare i signori scomparsi. Quando raggiungono la fine del mondo, il topo Reepicheep (che aveva combattuto per liberare Narnia ne "Il principe Caspian") si reca nel Paese di Aslan, descritto come un paradiso beato. Durante il viaggio, Caspian incontra la figlia senza nome della stella in pensione Ramandu. Si sposano e hanno un figlio, Rilian.

### La sedia d'argento
In questo romanzo, 50 anni dopo, Caspian è un uomo anziano malato. Un decennio prima, sua moglie era morta per il morso di un serpente e loro figlio Rilian era andato in cerca di vendetta per poi scomparire. Eustachio e la sua compagna di scuola Jill Pole arrivano a Narnia mentre fuggono da una banda di bulli nella loro scuola, Experiment House. Arrivano per assistere alla partenza per il mare dell'anziano Caspian; egli infatti aveva annunciato alla sua gente che voleva rivisitare i luoghi della sua giovinezza, ma molti credono che Caspian tema che suo figlio sia salpato alla volta del Paese di Aslan per chiedere indicazioni sul futuro del reame. Nel frattempo, Eustachio e Jill salvano il principe perduto dagli inferi dove era stato tenuto prigioniero dall'assassino di sua madre, la mutaforma Dama Verde. Caspian ritorna a Narnia in tempo per incontrare suo figlio prima di spirare a Cair Paravel, in compagnia di suo figlio e di molti dei suoi più stretti seguaci. Dopo la sua morte, Caspian viene ringiovanito da Aslan nel suo Paese e accompagna Eustachio e Jill nel loro mondo, dove confronta i bulli che perseguitano i due adolescenti.

### L'ultima battaglia
Caspian fa una brevissima apparizione con la moglie e il figlio Rilian alla fine di questo romanzo, l'ultimo libro della serie Narnia. È presente con tutti gli altri personaggi principali che riappaiono nel Paese di Aslan alla fine del mondo.